# CELI
CELI(이탈리아어: Certificato di conoscenza della Lingua Italiana, 영어: Certificate of Knowledge of Italian Language)는 이탈리아어 공인 시험의 하나이다.

## 같이 보기
- CILS